# Chin Eei Hui
Dans ce nom, le nom de famille, Chin, précède le nom personnel.
Chin Eei Hui, née le 18 juin 1982 à George Town, est une joueuse malaisienne de badminton.

## Carrière
En double dames avec Wong Pei Tty, elle remporte la médaille d'or aux Jeux d'Asie du Sud-Est de 2005, aux Jeux du Commonwealth de 2006  et aux  Jeux d'Asie du Sud-Est de 2009 ainsi que la médaille de bronze aux Jeux du Commonwealth de 2002, aux Jeux d'Asie du Sud-Est de 2003 et aux Championnats d'Asie de badminton 2004.
Elle est médaillée d'or aux Jeux du Commonwealth de 2010 en double mixte avec Koo Kien Keat et médaillée de bronze en double mixte avec Chew Choon Eng aux Jeux d'Asie du Sud-Est de 2003.